# Ferrocarriles Unidos de Yucatán
Ferrocarriles Unidos de Yucatán fue un ferrocarril de trocha angosta de 3 pies (914 mm) que operó en los estados de Yucatán y Campeche en México desde 1902 hasta 1975.

## Historia

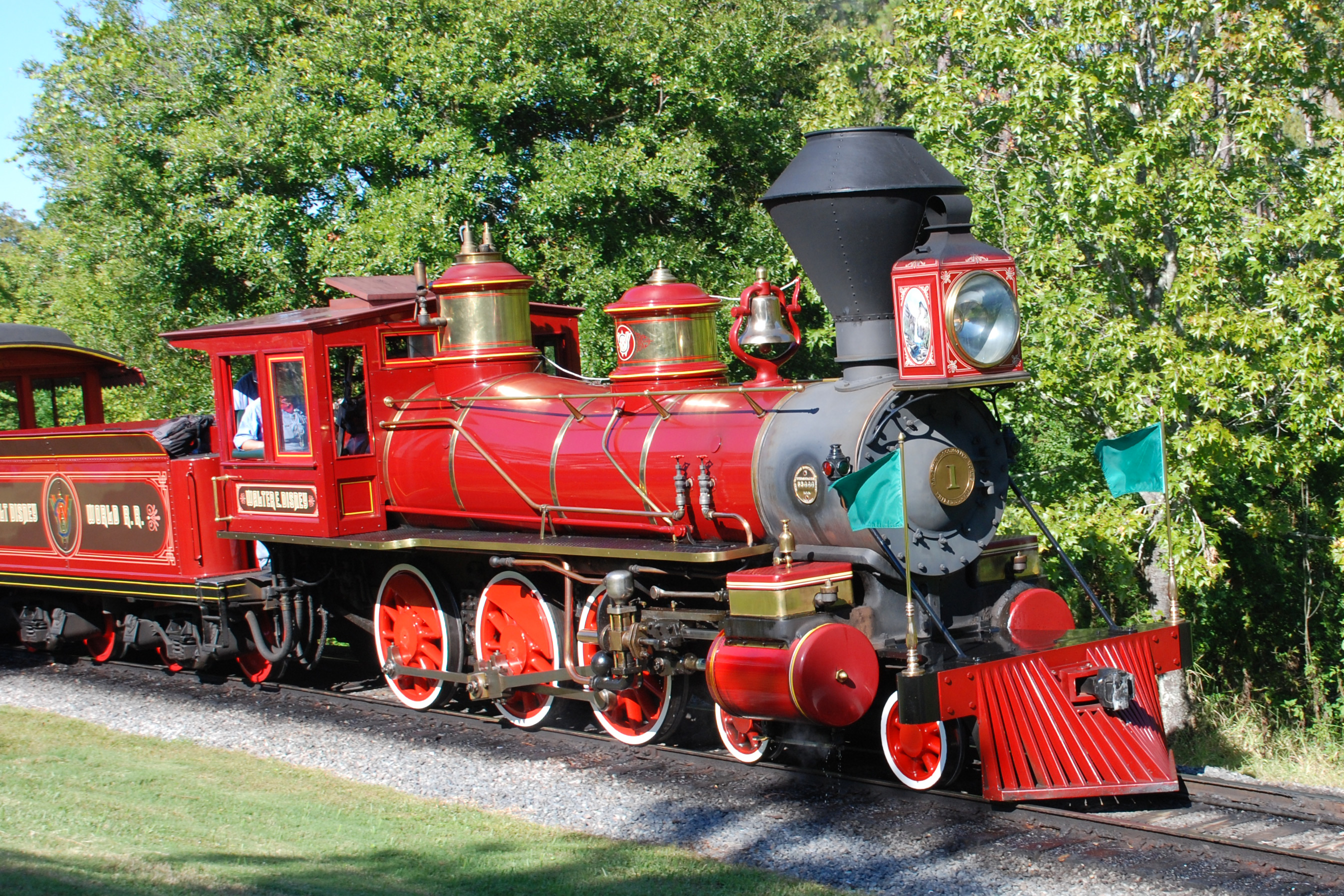
Tren de FUdY restaurado por The Walt Disney Company

De 1876 a 1901, operaron cinco compañías ferroviarias yucatecas: La del ferrocarril de Mérida a Progreso con ramal a Izamal, la Compañía Peninsular de Ferrocarriles, la Compañía del Ferrocarril de Mérida a Valladolid con ramal a Progreso, la Compañía del Ferrocarril Muelle y Almacenes del Comercio y la Compañía Constructora del Muelle Fiscal. En 1902 esas empresas se unificaron en una sola: Ferrocarriles Unidos de Yucatán. Seis años después, los directivos de FUY adquirieron el Ferrocarril de Mérida- Peto por 2, 100,000 pesos. El acta de fundación de FUY se divide en ocho apartados:  En el primero se abordan los puntos relacionados con la denominación, el dominio y la duración de la alianza que se acordó por 100 años. El segundo, correspondió al fondo social y las acciones: se fundó con 23, 000,000  pesos de los cuales, 20,362 pesos  incluían los bienes y las propiedades  2,637, 886 pesos era dinero efectivo. En el tercero, se plasmó la administración de la sociedad que quedó en manos de un consejo compuesto de ocho miembros propietarios con un presidente, un vicepresidente, cinco vocales y un secretario. En el cuarto, se trata el asunto de los comisarios que eran los encargados de vigilar la sociedad de acuerdo con los términos prescritos en el código del comercio. En el quinto se da información referente a las asambleas generales de accionistas. En el sexto se abordan las cuestiones económicas: había dos ejercicios fiscales que se realizaban cada seis meses y los accionistas podían acceder a ellos para verificar los dividendos de la empresa. Además, cada semestre se resguardaba 5% de los ingresos en un fondo de reserva con el objetivo de reunir la quinta parte del capital social con el que comenzó la empresa. Cabe señalar, que de las utilidades se pagaban todos los gastos de operación, reparación, conservación, administración y los salarios del consejo de administración y los operarios. En teoría, el dinero sobrante se debía de repartir de manera equitativa entre los accionistas. En el último, se aborda la liquidación y la disolución de la sociedad que podía ocurrir por tres motivos: por petición de los socios, por la pérdida de la mitad del capital social o por la quiebra de la empresa. Vale destacar, que los estatutos de la empresa se modificaron a lo largo de su historia. Se han identificado reformas en asambleas ordinarias o extraordinarias en 1905, 1907, 1913, 1919, 1925 y 1942.

Carlos Peón Machado fue nombrado presidente del Consejo de Administración mientras que Eusebio Escalante Bates ocupó la vicepresidencia; su hijo, Nicolás Escalante Peón, fue nombrado consejero delegado.En los siguientes años, Escalante Bates y Escalante Peón jugarían un papel importante en el desarrollo de las vías ferroviarias que permitieron transportar el henequén hasta el Puerto de Progreso donde se embarcaba hacía el extranjero. Posteriormente, construyeron una red ferroviaria que conectaría toda la península. En ese entonces, no había líneas ferroviarias que conectaran Yucatán con el resto de México, por lo que la mayor parte del comercio entre la Península y el resto de México se realizaba por mar.

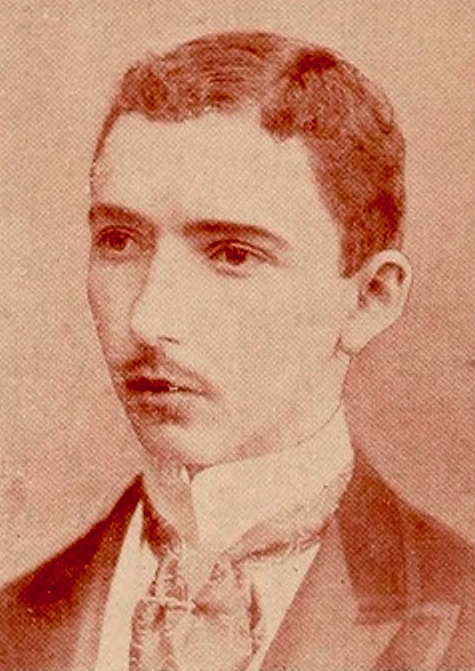
Nicolás Escalante Peón fue el primer consejero delegado de la empresa.

Las dos últimas locomotoras de vapor 4-4-0 (núms. 80 y 81) construidas por Baldwin Locomotive Works se fabricaron para este ferrocarril en 1946. Los lugareños apodaron sus locomotoras como toros de fuego (toros de fuego). Aparte de una línea de trocha estándar entre Mérida, la capital de Yucatán, y el puerto de Progreso, todas las líneas en la península eran de trocha angosta. En 1950, las líneas ferroviarias finalmente se conectaron desde el resto de México, que usaba un ancho estándar de 4 pies 8 + 1⁄2 pulgadas (1435 mm). Después de la unificación ferroviaria, la línea FUdeY entre Mérida y Campeche y desde allí el resto de México se convirtió en estándar.
En 1975, la empresa se fusionó con Ferrocarriles Unidos del Sureste, en esos años el gerente de la empresa fue Gelasio Lula y luna quien había sido nombrado desde 1970 y terminó su mandato en 1976.
Cabe señalarse que los dos primeros gobernadores socialistas de Yucatán habían sido obreros en Ferrocarriles Unidos de Yucatán: Carlos Castro Morales fue maquinista mientras que Felipe Carrillo Puerto era conductor de trenes. Castro fue socio fundador de la Unión Obrera de Yucatán que fue disuelta por Agustín Vales Castillo en 1908. En 1911, participó en la primera huelga de carácter sindicalista en la región que paralizó los ferrocarriles estatales, pieza de infraestructura clave para la industria henequenera de Yucatán. La huelga fue duramente reprimida por el gobierno de Enrique Muñoz Aristeguí.

## Disney

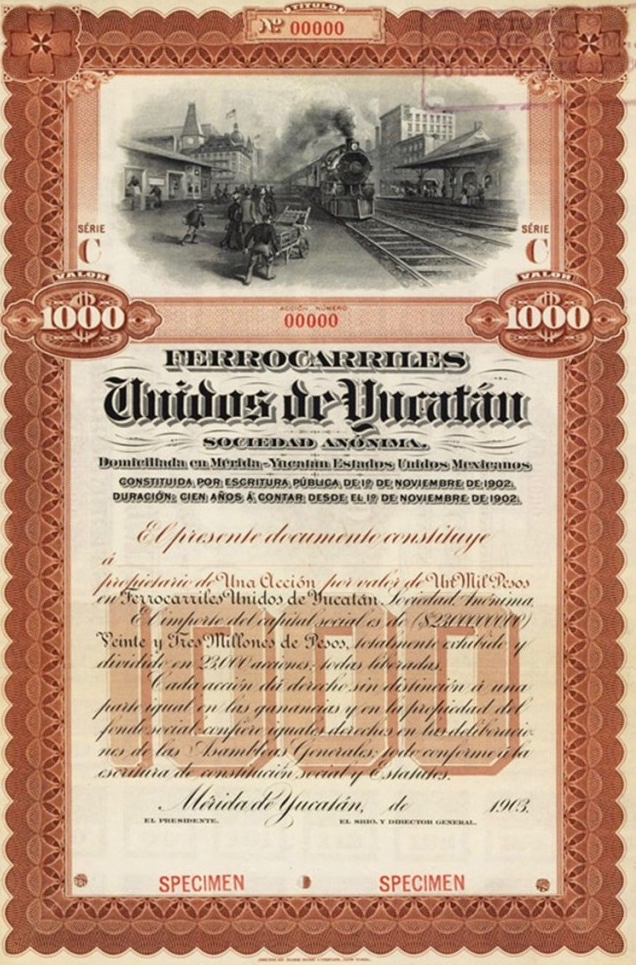
Título accionario de Ferrocarriles Unidos de Yucatán

Roger Broggie compró cinco de las locomotoras de vapor del ferrocarril en nombre de The Walt Disney Company en 1969. El ferrocarrilero Carlos Herrera Bolio, quien  ingresó a laborar en Ferrocarriles Unidos de Yucatán en 1944 y trabajó en puestos como pintor o mecánico, fue el que resguardaba las locomotoras antes de ser llevadas a Estados Unidos. Cuatro de ellos construidos por Baldwin Locomotive Works entre 1916 y 1928, fueron completamente reconstruidos y modificados para parecerse a las locomotoras construidas en la década de 1880 y actualmente están operando en Walt Disney World Railroad. La locomotora restante construida en 1902 por Pittsburgh Locomotive and Car Works, no fue restaurada debido a su mal estado y fue vendida a un corredor de locomotoras desconocido. Algunas de sus partes fueron recuperadas para reparar las cuatro locomotoras Baldwin.